# Ulster Grand Prix 1964
De Ulster Grand Prix 1964 was de negende Grand Prix van het wereldkampioenschap wegrace in het seizoen 1964. De races werden verreden op zaterdag 8 augustus op het Dundrod Circuit, een stratencircuit in County Antrim. De 50cc-klasse en de zijspanklasse kwamen niet aan de start. In de 350cc-klasse werd de wereldtitel beslist.

## 500cc-klasse
Zonder Mike Hailwood konden de privérijders met hun Norton en Matchless's eindelijk een min of meer spannende race verzorgen. In de stromende regen won Phil Read voor Dick Creith en Jack Ahearn, allemaal met Nortons.

### Uitslag 500cc-klasse
| Pos | Coureur        | Merk      | Tijd      | Pnt |
| --- | -------------- | --------- | --------- | --- |
| 1   | Phil Read      | Norton    | 1:31"58'4 | 8   |
| 2   | Dick Creith    | Norton    | +7'6      | 6   |
| 3   | Jack Ahearn    | Norton    | +41'2     | 4   |
| 4   | Rob Fitton     | Norton    | +1"32'4   | 3   |
| 5   | Chris Conn     | Norton    | +3"46'4   | 2   |
| 6   | Fred Stevens   | Matchless | +6"22'9   | 1   |
| 7   | Joe Dunphy     | Norton    |           |     |
| 8   | Syd Mizen      | Norton    |           |     |
| 9   | Billy McCosh   | Matchless |           |     |
| 10  | Dan Shorey     | Norton    |           |     |
| 11  | Griff Jenkins  | Norton    |           |     |
| 12  | Trevor Ritchie | Norton    |           |     |
| 13  | Jimmy Jones    | Norton    |           |     |
| 14  | Bosse Granath  | Matchless |           |     |
| 15  | Alf Shaw       | Norton    |           |     |

### Niet gefinisht
| Coureur          | Merk      | Oorzaak |
| ---------------- | --------- | ------- |
| Jack Findlay     | Matchless |         |
| Thomas Gill      | Matchless |         |
| Mike Duff        | Matchless |         |
| Ernst Weiss      | Norton    |         |
| Gustav Havel     | Jawa      |         |
| Bill Roberton    | Norton    |         |
| Derek Woodman    | Matchless |         |
| George Simpson   | Norton    |         |
| Ian McGregor     | Norton    |         |
| James Courtney   | Matchless |         |
| John Brown       | Norton    |         |
| John Cooper      | Norton    |         |
| Nigel Crossett   | Norton    |         |
| Stephen Murray   | Matchless |         |
| Patrick Plunkett | Norton    |         |
| Jack Lindh       | Norton    |         |
| Ian Burne        | Norton    |         |
| Raymond Flack    | Norton    |         |

### Niet deelgenomen
| Coureur              | Merk      | Oorzaak  |
| -------------------- | --------- | -------- |
| Benedicto Caldarella | Gilera    |          |
| Gyula Marsovszky     | Matchless |          |
| Walter Scheimann     | Norton    |          |
| Derek Minter         | Norton    |          |
| John Hartle          | Norton    | Blessure |
| Lewis Young          | Matchless |          |
| Mike Hailwood        | MV Agusta | Blessure |
| Remo Venturi         | Bianchi   | `        |
| Morrie Low (†)       | Norton    | [ 3 ]    |
| Nikolaj Sevast'ânov  | Vostok    |          |
| Buddy Parriott       | Norton    | [ 4 ]    |
| Paddy Driver         | Matchless |          |

### Top tien tussenstand 500cc-klasse
| Pos | Coureur       | Merk               | Pnt     |                |
| --- | ------------- | ------------------ | ------- | -------------- |
| 1   | Mike Hailwood | MV Agusta          | 40 (48) | wereldkampioen |
| 2   | Phil Read     | Matchless / Norton | 25      |                |
| 3   | Jack Ahearn   | Norton             | 17      |                |
| 4   | Paddy Driver  | Matchless          | 14      |                |
| 5   | Mike Duff     | Norton / Matchless | 9       |                |
| 6   | Fred Stevens  | Matchless          | 8       |                |
| 7   | Derek Minter  | Norton             | 6       |                |
| 7   | Remo Venturi  | Bianchi            | 6       |                |
| 7   | Derek Woodman | Matchless          | 6       |                |
| 7   | Dick Creith   | Norton             | 6       |                |

Punten tussen haakjes zijn inclusief streepresultaten.

## 350cc-klasse
Jim Redman won ook de vijfde 350cc-Grand Prix en was nu zeker van de wereldtitel. Mike Duff, die tweede werd, kon theoretisch nog op 44 punten komen, maar zou er daar 6 van moeten wegstrepen. Gustav Havel werd met zijn Jawa derde.
| Pos | Coureur      | Merk   | Tijd      | Pnt |
| --- | ------------ | ------ | --------- | --- |
| 1   | Jim Redman   | Honda  | 1:20"37'6 | 8   |
| 2   | Mike Duff    | AJS    |           | 6   |
| 3   | Gustav Havel | Jawa   |           | 4   |
| 4   | Bruce Beale  | Honda  |           | 3   |
| 5   | Chris Conn   | Norton |           | 2   |
| 6   | Fred Stevens | AJS    |           | 1   |

| Coureur       | Merk      | Oorzaak  |
| ------------- | --------- | -------- |
| Mike Hailwood | MV Agusta | Blessure |

| Coureur           | Merk      |
| ----------------- | --------- |
| Stanislav Malina  | CZ        |
| Alan Shepherd     | MZ        |
| Derek Minter      | Norton    |
| Derek Woodman     | AJS       |
| Jack Ahearn       | Norton    |
| Joe Dunphy        | Norton    |
| Phil Read         | AJS       |
| Vernon Cottle     | AJS       |
| Gilberto Milani   | Aermacchi |
| Remo Venturi      | Bianchi   |
| Renzo Pasolini    | Aermacchi |
| Isamu Kasuya      | Honda     |
| Isao Yamashita    | Honda     |
| Kuniomi Nagamatsu | Honda     |
| Endel Kiisa       | Vostok    |
| Paddy Driver      | AJS       |

### Top tien tussenstand 350cc-klasse
| Pos | Coureur         | Merk           | Pnt |                |
| --- | --------------- | -------------- | --- | -------------- |
| 1   | Jim Redman      | Honda          | 40  | wereldkampioen |
| 2   | Mike Duff       | AJS            | 20  |                |
| 3   | Bruce Beale     | Honda          | 12  |                |
| 4   | Gustav Havel    | Jawa           | 10  |                |
| 5   | Mike Hailwood   | MV Agusta / MZ | 6   |                |
| 5   | Phil Read       | AJS            | 6   |                |
| 7   | Paddy Driver    | AJS            | 5   |                |
| 8   | Derek Minter    | Norton         | 4   |                |
| 8   | Remo Venturi    | Bianchi        | 4   |                |
| 10  | Gilberto Milani | Aermacchi      | 3   |                |
| 10  | Vernon Cottle   | AJS            | 3   |                |

## 250cc-klasse
Ook de 250cc-race werd in hevige regen gereden. Phil Read won met een seconde voorsprong op Jim Redman. Dat was de tweede opeenvolgende keer dat de Yamaha RD 56 en de Honda RC 164 vlak achter elkaar over de finish gingen. Read kroop weer dat dichter naar Redman in de WK-stand, maar Read had het voordeel dat hij nog een streepresultaat over had. Redman zou bij elke volgende overwinning slechts twee punten krijgen. Ralph Bryans werd derde in de race.
| Pos | Coureur        | Merk   | Tijd      | Pnt |
| --- | -------------- | ------ | --------- | --- |
| 1   | Phil Read      | Yamaha | 1:12"30'4 | 8   |
| 2   | Jim Redman     | Honda  | +1"0'0    | 6   |
| 3   | Ralph Bryans   | Honda  | +1'46'4   | 4   |
| 4   | Alan Shepherd  | MZ     | +2"02'6   | 3   |
| 5   | Bruce Beale    | Honda  | +3"01'8   | 2   |
| 6   | Bert Schneider | Suzuki | +4"10'2   | 1   |

| Coureur        | Merk    | Oorzaak  |
| -------------- | ------- | -------- |
| Mike Hailwood  | MZ      | Blessure |
| Ron Grant      | Parilla | [ 4 ]    |
| Hugh Anderson  | Suzuki  |          |
| Bo Gehring     | Bultaco | [ 4 ]    |
| Douglas Brown  | Ducati  | [ 4 ]    |
| George Rockett | Ducati  | [ 4 ]    |

| Coureur           | Merk      |
| ----------------- | --------- |
| Mike Duff         | Yamaha    |
| Ernst Weiss       | Honda     |
| Luigi Taveri      | Honda     |
| Stanislav Malina  | CZ        |
| Alan Shepherd     | MZ        |
| Joe Dunphy        | Greeves   |
| Phil Read         | Yamaha    |
| Roy Boughey       | Yamaha    |
| Tommy Robb        | Yamaha    |
| Alberto Pagani    | Paton     |
| Giacomo Agostini  | Morini    |
| Gilberto Milani   | Aermacchi |
| Tarquinio Provini | Benelli   |
| Hiroshi Hasegawa  | Yamaha    |
| Isamu Kasuya      | Honda     |
| Bruce Beale       | Honda     |
| Jim Redman        | Honda     |

### Top tien tussenstand 250cc-klasse
| Pos | Coureur           | Merk    | Pnt     |
| --- | ----------------- | ------- | ------- |
| 1   | Phil Read         | Yamaha  | 42      |
| 2   | Jim Redman        | Honda   | 40 (46) |
| 3   | Alan Shepherd     | MZ      | 21      |
| 4   | Tarquinio Provini | Benelli | 15      |
| 5   | Mike Duff         | Yamaha  | 14      |
| 6   | Bruce Beale       | Honda   | 9       |
| 7   | Tommy Robb        | Yamaha  | 7       |
| 7   | Luigi Taveri      | Honda   | 7       |
| 9   | Ron Grant         | Parilla | 6       |
| 9   | Alberto Pagani    | Paton   | 6       |

## 125cc-klasse
Na een teleurstellend verlopen seizoen leken de kansen voor Hugh Anderson en de Suzuki RT 64 A te keren. Na de overwinning in de GP van de DDR won hij ook de Ulster Grand Prix, zelfs met een grote voorsprong op Luigi Taveri met de Honda 2RC 146. Taveri was eigenlijk de echte winnaar. Omdat Jim Redman niet scoorde liep hij weer zes punten uit in de WK-stand. Redman werd nu ook bedreigd door Anderson. Ralph Bryans werd ook in deze race derde.
| Pos | Coureur        | Merk    | Tijd    | Pnt |
| --- | -------------- | ------- | ------- | --- |
| 1   | Hugh Anderson  | Suzuki  | 53"28'4 | 8   |
| 2   | Luigi Taveri   | Honda   | +44'0   | 6   |
| 3   | Ralph Bryans   | Honda   | +49'2   | 4   |
| 4   | Frank Perris   | Suzuki  | +1"22'8 | 3   |
| 5   | Bert Schneider | Suzuki  | +1"23'0 | 2   |
| 6   | Ramón Torras   | Bultaco | +5"17'6 | 1   |

| Coureur             | Merk   | Oorzaak   |
| ------------------- | ------ | --------- |
| Roland Föll (†)     | Honda  | Overleden |
| Ernst Degner        | Suzuki | Blessure  |
| Kunimitsu Takahashi | Honda  | Gestopt   |
| Jim Redman          | Honda  | Reglement |

| Coureur              | Merk    |
| -------------------- | ------- |
| Stanislav Malina     | CZ      |
| Dieter Krumpholz     | MZ      |
| Friedhelm Kohlar     | MZ      |
| Heinz Rosner         | MZ      |
| Klaus Enderlein      | MZ      |
| Peter Eser           | Honda   |
| Richard Thomas       | Honda   |
| Walter Scheimann     | Honda   |
| Jean-Pierre Beltoise | Bultaco |
| Chris Vincent        | Honda   |
| Gary Dickinson       | Honda   |
| Phil Read            | Yamaha  |
| Rex Avery            | EMC     |
| Akiyasu Motohashi    | Yamaha  |
| Hironori Matsushima  | Yamaha  |
| Isao Morishita       | Suzuki  |
| Mitsuo Itoh          | Suzuki  |
| Teisuke Tanaka       | Suzuki  |
| Yoshimi Katayama     | Suzuki  |
| Bruce Beale          | Honda   |

### Top tien tussenstand 125cc-klasse
| Pos | Coureur              | Merk    | Pnt |
| --- | -------------------- | ------- | --- |
| 1   | Luigi Taveri         | Honda   | 42  |
| 2   | Jim Redman           | Honda   | 32  |
| 3   | Hugh Anderson        | Suzuki  | 28  |
| 4   | Bert Schneider       | Suzuki  | 21  |
| 5   | Ralph Bryans         | Honda   | 12  |
| 6   | Frank Perris         | Suzuki  | 8   |
| 7   | Mitsuo Itoh          | Suzuki  | 6   |
| 7   | Phil Read            | Yamaha  | 6   |
| 7   | Walter Scheimann     | Honda   | 6   |
| 10  | Rex Avery            | EMC     | 4   |
| 10  | Jean-Pierre Beltoise | Bultaco | 4   |

1922 · 1923 · 1924 · 1925 · 1926 · 1927 · 1928 · 1929 · 1930 · 1931 · 1932 · 1933 · 1934 · 1935 · 1936 · 1937 · 1938 · 1939 · 1946 · 1947 · 1948 · 1949 · 1950 · 1951 · 1952 · 1953 · 1954 · 1955 · 1956 · 1957 · 1958 · 1959 · 1960 · 1961 · 1962 · 1963 · 1964 · 1965 · 1966 · 1967 · 1968 · 1969 · 1970 · 1971 · 1973 · 1974 · 1975 · 1976 · 1977 · 1978 · 1979 · 1980 · 1981 · 1982 · 1983 · 1984 · 1985 · 1986 · 1988 · 1989 · 1990 · 1991 · 1992 · 1993 · 1994 · 1995 · 1996 · 1997 · 1998 · 1999 · 2000 · 2001 · 2002 · 2003 · 2004 · 2005 · 2006 · 2007 · 2008 · 2009 · 2010 · 2011 · 2012 · 2013 · 2014 · 2015